# محوطه هله تل
محوطه هله تل مربوط به عصر آهن - دوره اشکانیان است و در شهرستان خرم‌آباد، بخش ویسیان، دهستان شوراب، روستای هله تل واقع شده و این اثر در تاریخ ۲۸ اسفند ۱۳۸۵ با شمارهٔ ثبت ۱۸۵۱۱ به‌عنوان یکی از آثار ملی ایران به ثبت رسیده است.